# Atylotus talyschensis
Atylotus talyschensis är en tvåvingeart som beskrevs av Jekaterina Michajlovna Andrejeva och Zeynalova 2002. Atylotus talyschensis ingår i släktet Atylotus och familjen bromsar.
Artens utbredningsområde är Azerbajdzjan. Inga underarter finns listade i Catalogue of Life.